# Gottfried Hinze

Der DFB-Vorstand mit Gottfried Hinze (Bildmitte) im Jahr 1906

Gottfried Hinze (* 2. November 1873 in Aachen; † 23. August 1953 in Duisburg) war ein deutscher Kaufmann, Sportler und Fußballfunktionär. Er war 1. Vorsitzender des Deutschen Fußball-Bundes von 1905 bis 1925.
Hinze trat zunächst dem Duisburger TV als Turner und Schlagballspieler bei. 1892 wurde eine Fußballabteilung gegründet. Bemerkenswertes Ereignis war 1896 eine Englandreise mit vier Spielen gegen Amateurvereine. Im Jahr 1900 machte sich die Fußballabteilung als Duisburger SpV selbständig. Hinze spielte noch bis 1908 für den Duisburger SpV als Torwart. Daneben betätigte er sich auch als Schiedsrichter. So leitete er am 30. Mai 1909 das Endspiel um die deutsche Meisterschaft zwischen Phönix Karlsruhe und dem BFC Viktoria 1889 als Schiedsrichter. Zwei Tage vor Kriegseintritt gründete er im Sommer 1914 die Schiedsrichtervereinigung Duisburg-Süd.
Von 1904 bis 1930 und von 1932 bis 1934 war Hinze auch 1. Vorsitzender seines Duisburger SpV. Am 21. Mai 1905 wurde er zum 1. Vorsitzenden des Deutschen Fußball-Bundes gewählt. 1925 trat Hinze zurück und wurde zum Ehrenvorsitzenden ernannt. Ebenso war er später Ehrenvorsitzender des Duisburger SpV. Beruflich war Hinze Kaufmann. Er übernahm die Handelsagentur seines Vaters nach dessen Tod.
Am 7. Dezember 1939 beantragte er die Aufnahme in die NSDAP und wurde zum 1. Januar 1940 aufgenommen (Mitgliedsnummer 7.915.423).